# Lape Club Social
Lape Club Social: Informativo es un programa de televisión de interés general argentino emitido por América TV de lunes a viernes a las 10:00 (UTC -3), conducido por el periodista Sergio Lapegüe. Su estreno fue el 5 de marzo de 2025. 

## Historia
Luego de pertenecer 34 años como conductor de eltrece, Sergio Lapegüe América TV y Corner Contenidos anunciaron el estreno de Lape Club Social para estrenarse en marzo en las mañanas del canal.

## Equipo

### Histórico de integrantes
| Sergio Lapegüe           | Conductor  |
| Mauro Szeta              | Panelista  |
| Marina Calabró           | Columnista |
| Leo Paradizo             | Panelista  |
| Robertino Sánchez Flecha | Panelista  |
| Micaela Lapegüe          | Panelista  |
| Paula Varela             | Columnista |
| Martín Salwe             | Cronista   |
| Eugenia Quibel           | Locutora   |
| Anteriores               |            |
| Pablo Rossi              | Columnista |
| Mai Pistiner             | Panelista  |
| Bicho Gómez              | Humorista  |
| Mago Black               | Humorista  |
| Jordana Klad             | Cocinera   |
| Rodrigo Cascón           | Cocinero   |